# Вільний танець
Вільний танець — танець, який не потребує конкретних рухів (з англ. freedom dance). Багато країн називають цей стиль імпровізацією (з англ. improvisation). Створений не конкретною людиною чи людьми. Приклади використання вільного танцю: дискотека, створення свого танцю і т. д.
Вважається відправною точкою танцю модерн та Контемпорарі-денс Серед піонерів вільного танцю можна назвати таких осіб як Лої Фуллер та Айседора Дункан.